# Lengenfeld (Niederösterreich)
Lengenfeld ist eine Marktgemeinde mit 1393 Einwohnern (Stand 1. Jänner 2025) im Bezirk Krems-Land in Niederösterreich.

## Geografie

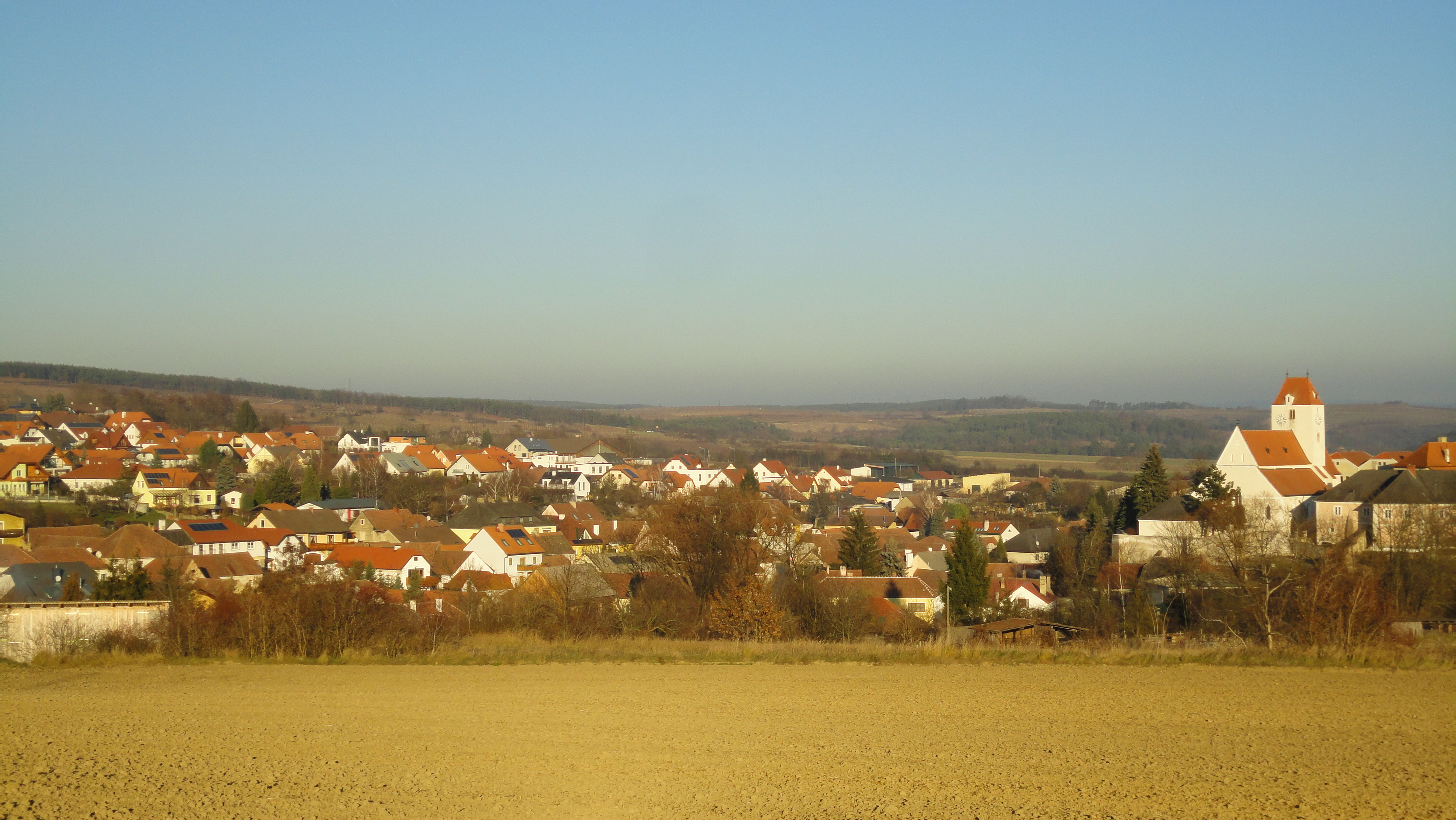
Übersichtsaufnahme von Lengenfeld im Kamptal

Lengenfeld liegt auf einer Hochfläche nördlich von Krems an der Donau im Waldviertel in Niederösterreich. Die Fläche der Marktgemeinde umfasst 15,01 Quadratkilometer. 39,58 Prozent der Fläche sind bewaldet.

### Gemeindegliederung
Es existieren keine weiteren Katastralgemeinden außer Lengenfeld.
Die Marktgemeinde Lengenfeld ist Mitglied der Kleinregion Kamptal Süd.

### Nachbargemeinden
| Gföhl |           |            |
| Droß  | Kompass   | Langenlois |
|       | Stratzing |            |

## Einwohnerentwicklung
| Lengenfeld: Einwohnerzahlen von 1869 bis 2025       | Lengenfeld: Einwohnerzahlen von 1869 bis 2025 | Lengenfeld: Einwohnerzahlen von 1869 bis 2025 | Lengenfeld: Einwohnerzahlen von 1869 bis 2025 | Lengenfeld: Einwohnerzahlen von 1869 bis 2025 |
| --------------------------------------------------- | --------------------------------------------- | --------------------------------------------- | --------------------------------------------- | --------------------------------------------- |
| Jahr                                                |                                               |                                               |                                               | Einwohner                                     |
| 1869                                                | 1869                                          |                                               | 1.448                                         | 1.448                                         |
| 1880                                                | 1880                                          |                                               | 1.312                                         | 1.312                                         |
| 1890                                                | 1890                                          |                                               | 1.344                                         | 1.344                                         |
| 1900                                                | 1900                                          |                                               | 1.406                                         | 1.406                                         |
| 1910                                                | 1910                                          |                                               | 1.482                                         | 1.482                                         |
| 1923                                                | 1923                                          |                                               | 1.378                                         | 1.378                                         |
| 1934                                                | 1934                                          |                                               | 1.288                                         | 1.288                                         |
| 1939                                                | 1939                                          |                                               | 1.191                                         | 1.191                                         |
| 1951                                                | 1951                                          |                                               | 1.128                                         | 1.128                                         |
| 1961                                                | 1961                                          |                                               | 1.074                                         | 1.074                                         |
| 1971                                                | 1971                                          |                                               | 1.188                                         | 1.188                                         |
| 1981                                                | 1981                                          |                                               | 1.186                                         | 1.186                                         |
| 1991                                                | 1991                                          |                                               | 1.216                                         | 1.216                                         |
| 2001                                                | 2001                                          |                                               | 1.373                                         | 1.373                                         |
| 2011                                                | 2011                                          |                                               | 1.435                                         | 1.435                                         |
| 2021                                                | 2021                                          |                                               | 1.424                                         | 1.424                                         |
| 2025                                                | 2025                                          |                                               | 1.393                                         | 1.393                                         |
| Quelle(n): Statistik Austria, Gebietsstand 1.1.2021 |                                               |                                               |                                               |                                               |

Von 1981 bis 2001 waren Wanderungsbilanz und Geburtenbilanz positiv, besonders von 1991 bis 2001 gab es eine starke Zuwanderung in die Gemeinde. Nach 2001 ging die Zuwanderung zurück, die Geburtenbilanz blieb positiv.

## Politik
Der Gemeinderat hat 19 Mitglieder.
- Mit den Gemeinderatswahlen in Niederösterreich 1990 hatte der Gemeinderat folgende Verteilung: 11 ÖVP, 5 SPÖ und 3 Bürgerliste Lengenfeld.
- Mit den Gemeinderatswahlen in Niederösterreich 1995 hatte der Gemeinderat folgende Verteilung: 12 ÖVP, 3 SPÖ, 3 Bürgerliste Lengenfeld und 1 FPÖ.[2]
- Mit den Gemeinderatswahlen in Niederösterreich 2000 hatte der Gemeinderat folgende Verteilung: 13 ÖVP, 4 SPÖ, 1 Bürgerliste Lengenfeld und 1 FPÖ.[3]
- Mit den Gemeinderatswahlen in Niederösterreich 2005 hatte der Gemeinderat folgende Verteilung: 11 ÖVP, 6 SPÖ und 2 Bürgerliste Lengenfeld.[4]
- Mit den Gemeinderatswahlen in Niederösterreich 2010 hatte der Gemeinderat folgende Verteilung: 12 ÖVP, 6 SPÖ und 1 FPÖ.[5]
- Mit den Gemeinderatswahlen in Niederösterreich 2015 hatte der Gemeinderat folgende Verteilung: 8 ÖVP, 8 SPÖ und 3 Bürgerliste Lengenfeld.[6]
- Mit den Gemeinderatswahlen in Niederösterreich 2020 hatte der Gemeinderat folgende Verteilung: 9 ÖVP, 9 SPÖ und 1 Bürgerliste.[7]
- Mit den Gemeinderatswahlen in Niederösterreich 2025 hat der Gemeinderat folgende Verteilung: 15 ÖVP, 2 SPÖ, 1 Bürgerliste und 1 FPÖ.[8]

Bürgermeister
- bis 2005 Alois Weixelbaum (ÖVP)
- 2005–2015 Otmar Gschwantner (ÖVP)
- 2015–2025 Christian Kopetzky (SPÖ)
- seit 2025 Wolfgang Ettenauer (ÖVP)

## Kultur und Sehenswürdigkeiten

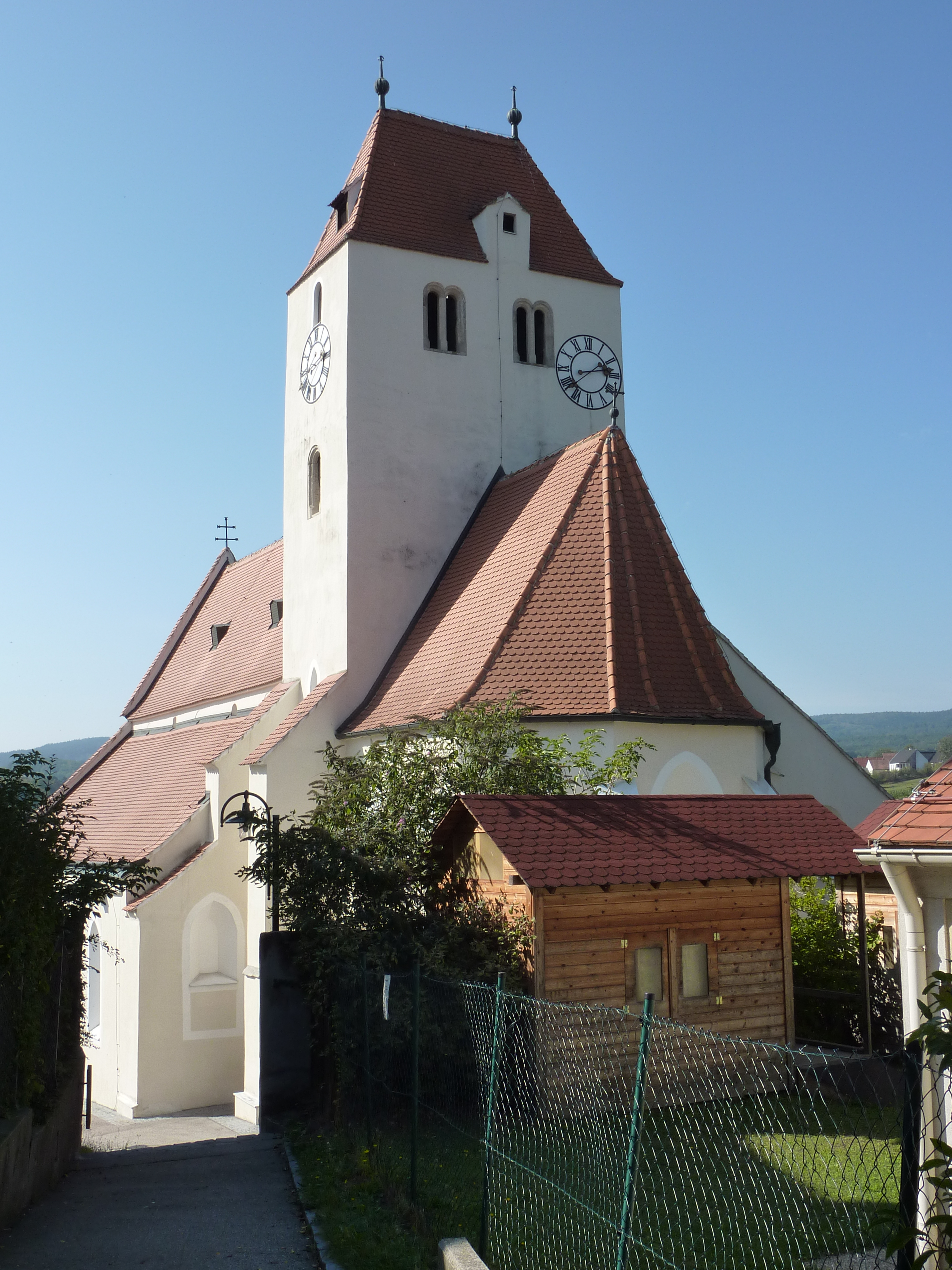
Pfarrkirche Lengenfeld

- Siehe auch: Liste der denkmalgeschützten Objekte in Lengenfeld
- Schloss Lengenfeld
- Katholische Pfarrkirche Lengenfeld hl. Pankratius, eine ehemalige Wehrkirche in einem ehemaligen Wehrkirchhof

## Wirtschaft
Im Jahr 2010 gab es 97 land- und forstwirtschaftliche Betriebe in Lengenfeld, davon 34 Haupterwerbsbetriebe. Im sekundären Wirtschaftssektor boten zehn Betriebe 44 Personen Arbeit, hauptsächlich bei der Herstellung von Waren. Im tertiären Wirtschaftssektor beschäftigten 61 Betriebe 132 Menschen, größtenteils in sozialen und öffentlichen Diensten sowie im Handel (Stand 2011).

## Öffentliche Einrichtungen
In Lengenfeld befinden sich ein Kindergarten und eine Volksschule.

## Sport
- Zwei Sportplätze
- Tennisplatz
- 36-Loch Golfanlage

## Persönlichkeiten
Söhne und Töchter der Gemeinde
- Wolf Helmhardt von Hohberg (1612–1688), Schriftsteller des Barock
- Margarete Hruby (1897–1966), Schauspielerin

Personen mit Bezug zur Gemeinde
- Johann Fruhmann (1928–1985), österreichischer Maler, 1970 erwarben Johann Fruhmann und seine Frau Christa Hauer-Fruhmann Schloss Lengenfeld
- Christa Hauer-Fruhmann (1925–2013), österreichische Malerin, 1970 erwarben Christa Hauer-Fruhmann und ihr Mann Johann Fruhmann Schloss Lengenfeld
- Leopold Hauer (1896–1984), österreichischer Maler, Vater von Christa Hauer-Fruhmann, 1984 in Lengenfeld verstorben